# Rhyacophila kincaidi
Rhyacophila kincaidi är en nattsländeart som beskrevs av Schmid 1970. Rhyacophila kincaidi ingår i släktet Rhyacophila och familjen rovnattsländor. Inga underarter finns listade i Catalogue of Life.